# Természetvédelmi terület

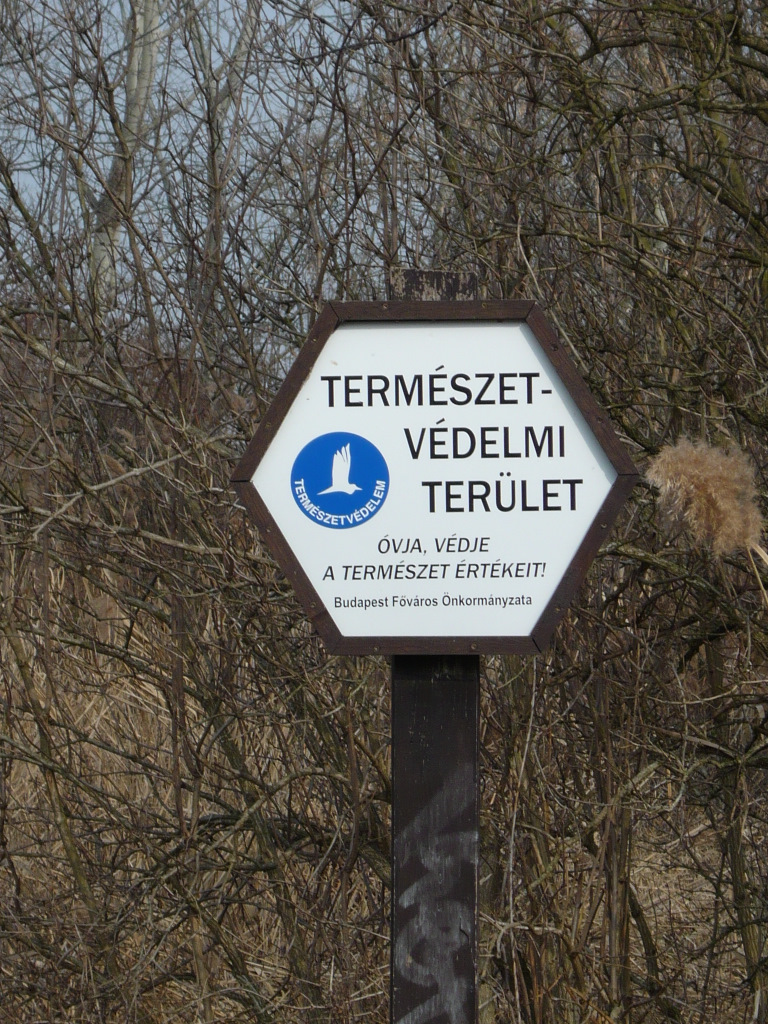
Természetvédelmi területet jelölő tábla a Naplás-tó mellett, Budapest XVI. kerületében, Cinkota mellett

Természetvédelmi terület: Magyarország jellegzetes és különleges természeti értékekben gazdag, kisebb összefüggő területe, amelynek elsődleges rendeltetése egy vagy több természeti érték, illetve ezek összefüggő rendszerének a védelme. A természetvédelmi terület kijelöléséről, az azokon végezhető tevékenységekről a természet védelméről szóló 1996. évi LIII. törvény rendelkezik.
A természetvédelmi területeknek két típusa létezik Magyarországon. Az országos jelentőségű védett területeket a szakminiszter rendelettel nyilvánítja védetté, kezelője a területileg illetékes Nemzeti Park Igazgatóság, az elsőfokú természetvédelmi hatóság a területileg illetékes Környezetvédelmi- Természetvédelmi és Vízügyi Felügyelőség. Ugyancsak országos jelentőségűek az ex lege védettségben részesülő természeti és kulturális értékek. A helyi jelentőségű védett területeket annak a településnek önkormányzata nyilvánítja rendelettel védetté, amelynek a területén fekszik. Első fokon eljáró természetvédelmi hatóság a település jegyzője.